# ザ・ストーリー・オブ・ア・バッドボーイ
『ザ・ストーリー・オブ・ア・バッドボーイ』 (1870年) はアメリカの作家トマス・ベイリー・オールドッリッチによる半自伝小説。この物語は現ポーツマス (ニューハンプシャー州)の少年だった彼の経験を小説化したものである。彼は作中で、「不良というほどひどくはない、だが悪ガキにはちがいない」と書いているが、本作品は「不良少年モノ」のジャンルの最初の作品と考えられている。

## あらすじ

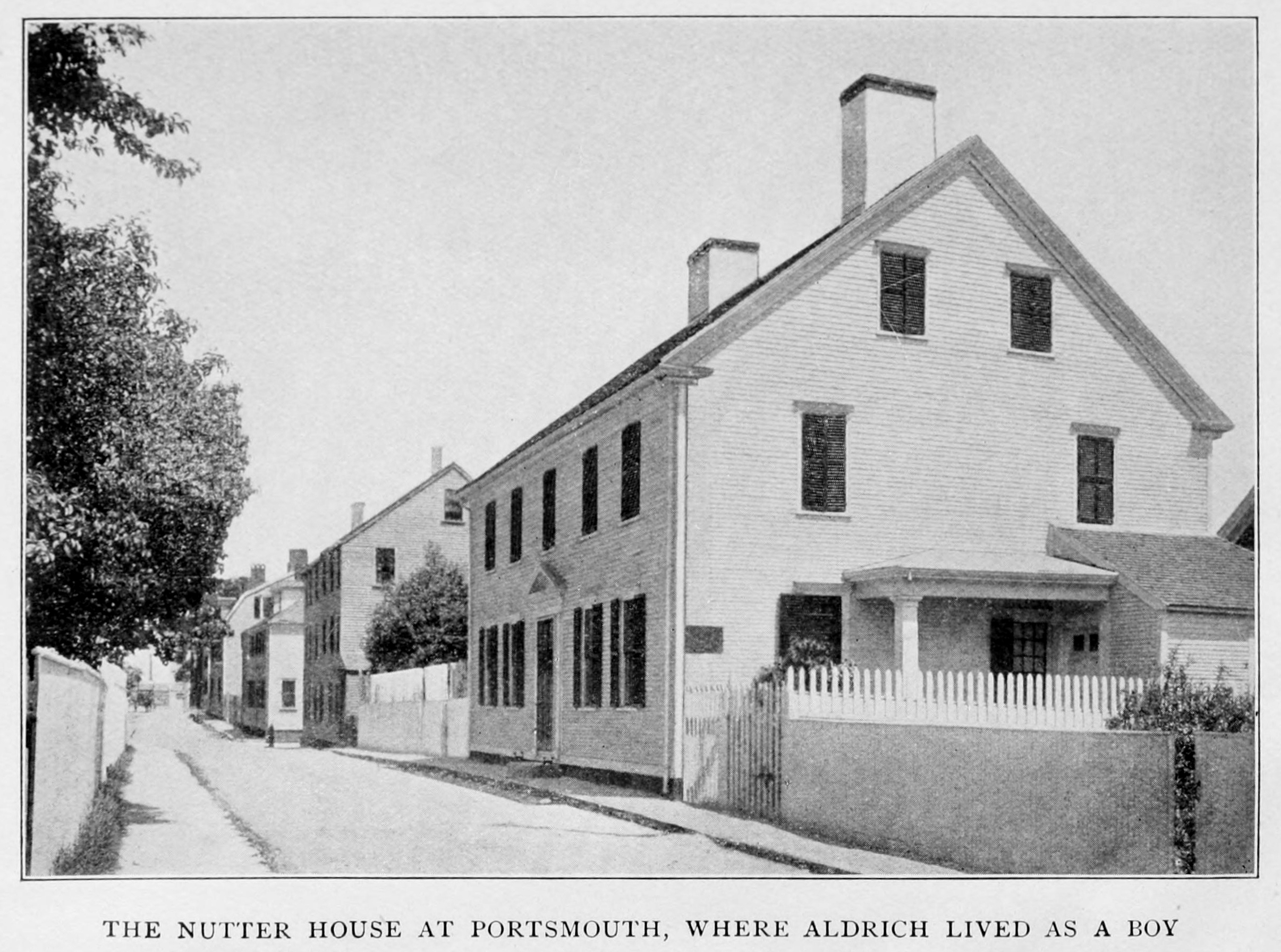
ナッターハウス（作者が暮らした家で物語の舞台となっている）

"トム・ベイリー"はニューハンプシャー州リバーマスで生まれた。彼は生後18ヶ月のときに家族とニューオーリンズに引っ越した。トムが少年だったとき、彼の父は息子が北部で教育を受けることを望んだ。トムは生まれ故郷のリバーマスへ戻り、祖父・キャプテン・ナッターの家へと預けられることになった。ナッター家でトムは祖父のほかに、祖父の妹とアイルランド人メイドと暮らしはじめる。
そして、トムはリバーマスで、リバーマス・センチピーズと呼ばれる同世代の少年たちで構成される秘密クラブに入会した。トムはセンチピーズのメンバーたちと行動し様々な冒険に関与することになる。
あるいたずらでは、彼らは古い馬車を盗んで独立記念日の前夜にその馬車をかがり火へ突入させ燃やしてしまった。冬には仲間たちとスラッター・ヒルと呼ばれる丘に雪砦を建設し対立するグループと子供の遊びの範疇をこえた雪合戦の抗争を繰り広げた。
翌春、トムと三人の少年は「ドルフィン号」と呼ばれるボートを買って、湾内の島へ冒険に行った。トムはそこで生涯忘れられぬ経験をする。
ドルフィン号の事件から一年後、トムはセイラー・ベンというあだ名の男を助けることになる。彼はトムがニューオーリンズからリバーマスへ来るときに乗った船の水夫だった。トムがベンをナッター家へ連れて行くと、ベンが実はナッター家で働くアイルランド人メイドの長らく行方不明だった夫だと判明する。ベンは水夫を引退しボートのようなキャビンを購入するとリバーマスに定住した。
リバーマスで暮らし始めたセイラー・ベンは、センチピーズの計画した「古い大砲を発射する」といういたずらに協力する。
物語の最後でトムの父は銀行経営に失敗しトムは進学できなくなる。トムはおじによってニューヨークで会計士として働くことを提案される。

## 出版の経緯
『ザ・ストーリー・オブ・ア・バッドボーイ』 は1869年、Ticknor and Fields社のジュブナイル雑誌『Our Young Folks』に発表された。そして一年後に単行本として出版された。

## 分析
リバーマスは創作上の架空の町であるが、ポーツマス (ニューハンプシャー州)をモデルとしている。オルドリッチが1907年に亡くなったのち、彼の未亡人はポーツマスにあったナッター・ハウスを購入し、閲覧者のために1850年当時そのままにリストアした。ストリベリー・バンク博物館は1909年以降、ナッター・ハウスを施設の一部として一般公開している。
この本は、マーク・トウェインの『トム・ソーヤーの冒険』(1876年)、チャールズ・Ｄ・ウォーナーの『Being a Boy』(1877年)、ウィリアム・ディーン・ハウエルズの『A Boy's Town』(1877)、ジェイムス・オーティス・ケーラーの『Toby Tyler; or, Ten Weeks with a Circus』 (1877)、Hamlin Garlandの『Boy Life on the Prairie』 (1899年)、ブース・ターキントンの『Penrod』(1913年)を含む「不良少年」という文学のジャンルの基礎となった作品だと考えられている。
しかし、学者のケニスB.キッドは「不良少年文学」の先駆者は ホレイショ・アルジャーの『ボロ着のディック』（Ragged Dick, 1867年）であり、不合理で原始的で男性的な、少年と大人の男性の両方を対象読者とした「不良少年文学」のリストに本作品は含まれないとした
。
たしかに、オルドリッチ自身が物語の最初で認めているとおり、トム・ベイリーは不良というほど悪くはない比較的温和な性格をしている。しかし現代において『ザ・ストーリー・オブ・ア・バッドボーイ』は「模範的でない少年であることを称賛した出発点の児童文学」として認識されている。
ルイーザ・メイ・オルコットの『若草物語』によって開拓された「女の子もの」のジャンルと比較されることも多かったが、『ザ・ストーリー・オブ・ア・バッドボーイ』は全体を貫く一本の物語はなく、その代わりに一連のスケッチで構成されている。
オルドリッチは不良少年が成人するまで性格の成熟を表さないという先例を確立した。ただし少年が立派な大人に成長するだろうというなにがしかの証拠は示されている。『ザ・ストーリー・オブ・ア・バッドボーイ』の場合、彼らが現在「弁護士、商人、船長、兵士、作家、みな何者かになった」と一人前の大人になったことを物語の冒頭でオルドリッチは提示した。
マーク・トウェインは当初、この作品に強い印象を持たなかったが、その後かなり影響された。

「私は『ザ・ストーリー・オブ・ア・バッドボーイ』に注意を払うようになった。しかし自分の人生のために、この本を称賛することができなかった」

と、彼は妻リヴィに手紙を書いた。のちに、トウェインはオルドリッチを

「過去7世紀でもっとも知己のある男」

と評価した。

## 日本語訳
- 『悪童物語』 大久保康雄、表現社 1949年
- 『わんぱく少年』 佐々木邦訳、大日本雄弁会講談社 1952年
- 『惡童物語 』 藤高秀超訳註、研究出版 1953年
- 『悪童物語』 小倉多加志訳注、南雲堂 1966年